# علی‌سینا منشاءزاده
علی‌سینا منشاءزاده عضو تیم‌ملی تیراندازی با کمان آقایان معلول ایران است. . علی سینا منشازاده  متولد ۱۷ شهریور ۱۳۶۷ شهرستان کرمان در استان کرمان ،در بخش کامپوند تیراندازی با کمان تیم ملی است. او به‌دلیل سانحه سقوط از ارتفاع در سالِ ۱۳۸۵ دچار معلولیت نخاعی شد و از ادامه تحصیل در دانشگاه یزد باز ماند؛ امّا در ۱۳۹۰ شروع به ادامه تحصیل در رشته نرم‌افزارِ کامپیوتر در دانشگاه آزاد کرمان کرد و مدرک مهندسی از این دانشگاه گرفت. او حالا یکی از پر افتخارترین ورزشکاران معلول ایران می باشد.

## زندگی
علی سینا منشاءزاده دارای مدرک مهندسی نرم‌افزار از دانشگاه آزاد واحد کرمان است. وی در ۱۷ شهریور ۱۳۸۵ بعلت سقوط از ارتفاع دچار معلولیت ضایعه نخاعی شده است .او از سال ۱۳۸۶ ورزش را در رشته تیراندازی با کمان در بخش ریکرو شروع کرد به مدت دو سال در این رشته فعالیت داشت و سابقه حضور در تیم ملی ریکرو ایران در ۲ دوره در کارنامه خود دارد و در سال ۱۳۸۸ بعلت برخی مسائل از ادامه ورزش بازماند ولی مجددا از سال ۱۳۹۵ بصورت حرفه ای در ماده کامپوند شروع به تمرین کرد و در انتهای سال ۱۳۹۵ با قهرمانی در مسابقات قهرمانی کشور  به عضویت تیم ملی تیراندازی با کمان معلولین درآمد. و همچنین در این رشته دارای مدرک مربیگری و داوری می باشد. 

## افتخارات
- یک مدال طلا و یک مدال نقره در مسابقات جهانی جمهوری چک، (تیر ۱۳۹۶)
- دو مدال نقره در مسابقات جهانی چین (شهریور ۱۳۹۶)
- مدال نقره درمسابقات جهانی جمهوری چک (مرداد ۱۳۹۷)
- مدال طلا و کسب سهمیه پاراالمپیک در مسابقات جهانی هلند (خرداد ۱۳۹۸)
- تیر ماه ۱۴۰۰ کسب مدال برنز در مسابقات جمهوری چک
- وی در  شهریور ۱۴۰۰ مسابقات پاراالمپیک ۲۰۲۰  توکیو در جایگاه نهم قرار گرفت.[۲][۳][۴]
- مرداد ۱۴۰۱ کسب دو مدال یک طلا و یک برنز از مسابقات  همبستگی کشورهای اسلامی به میزبانی ترکیه
- مرداد ۱۴۰۲ کسب مقام اول در شانس مجدد کسب سهمیه پاراالمپیک پاریس در مسابقات جمهوری چک.
- مرداد ۱۴۰۲ کسب مدال نقره از مسابقات جمهوری چک.
- آبان ۱۴۰۲ کسب مدال طلا  در چهارمین دوره مسابقات پاراآسیایی ۲۰۲۳ به میزبانی چین.
- تیر 1403 کسب مدال طلا تیمی در مسابقات جهانی جمهوری چک.